# 三重県立南伊勢高等学校南島校舎

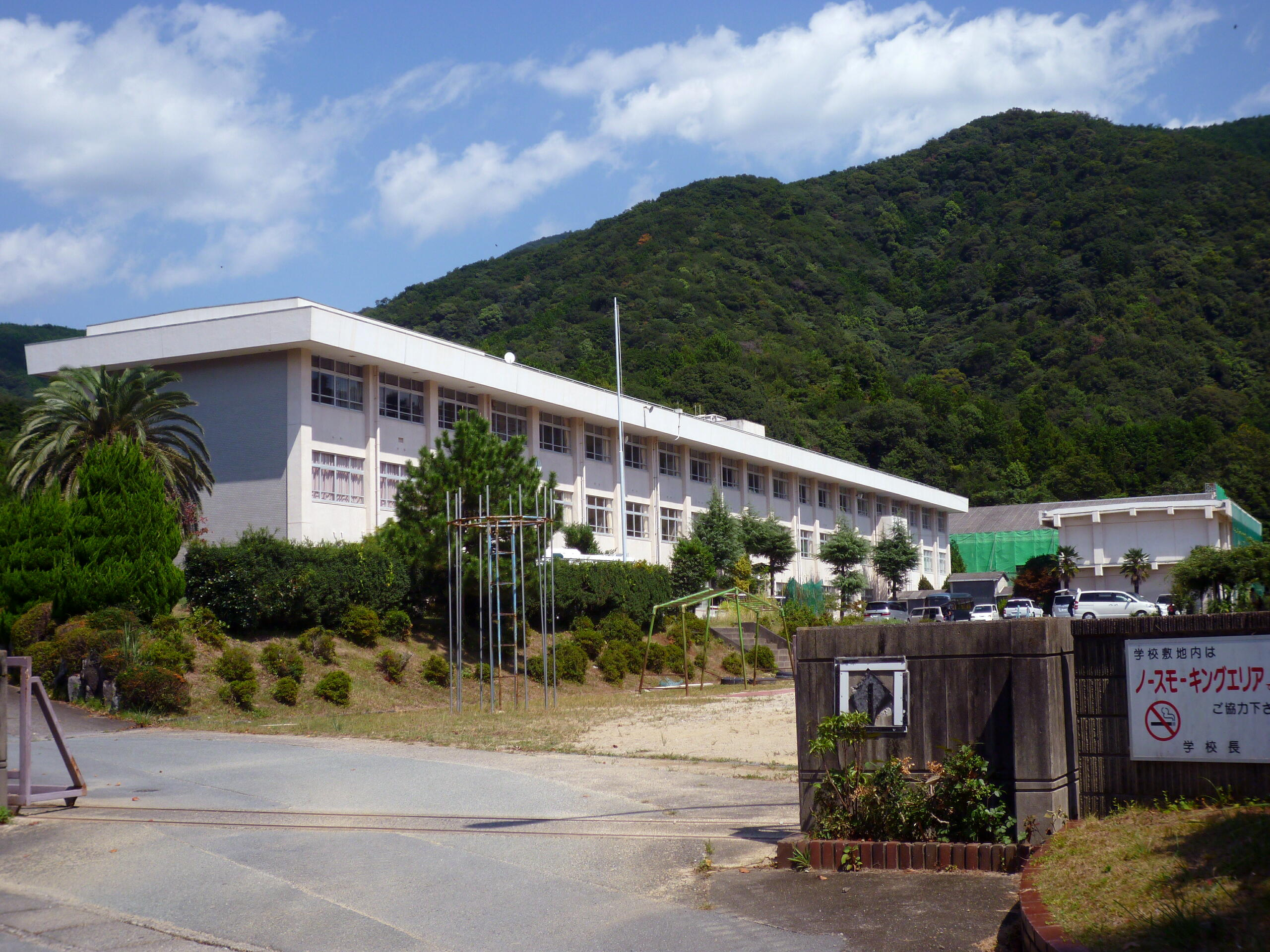
旧・三重県立南伊勢高等学校南島校舎 現在は南伊勢町立南島中学校

三重県立南伊勢高等学校南島校舎（みえけんりつみなみいせこうとうがっこうなんとうこうしゃ）は、三重県度会郡南伊勢町にあった県立の高等学校である。同じ南伊勢高校の南勢校舎に統合された。

## 設置学科
- 全日制課程　普通科

## 沿革
地域の熱い要望により1972年（昭和47年）に三重県立伊勢高等学校の分校として開校したが、生徒数が減少し、2008年（平成20年）をもって閉校した。末期の募集定員は40名（1クラス）であったが、倍率は1倍を下回っていた。
- 1972年3月　三重県立伊勢高等学校南島分校として開校
- 1974年4月　三重県立南島高等学校として独立
- 2004年4月　三重県立南伊勢高等学校南島校舎となる
- 2007年度　募集停止
- 2008年3月31日　閉校、在校生は南勢校舎へ転校。

## 志願倍率
普通科（平成16年度）
推薦入試：2.00倍（定員4、志願者8）
一般入試：0.61倍（定員36、志願者22）

## 所在地
- 三重県度会郡南伊勢町東宮1020番地

## 交通アクセス
- 南伊勢町営バス 奈屋下車 徒歩5分

## 卒業生
- 2400余名が卒業した